# Bizaah
B'zaah (en árabe: بزاعة‎) es una ciudad ubicada a 3 km al este de la ciudad de al-Bab, en la gobernación de Alepo, en el centro-norte, en el noroeste de Siria. Es administrativamente parte de Nahiya al-Bab en el distrito de al-Bab . La ciudad tenía una población de 12.718 según el censo de 2004. Los residentes de Bizaah son en su mayoría árabes y turcos con una minoría kurda.

## Historia
Durante el Imperio Romano, la ciudad fue conocida como Beselatha, que se convirtió en Buza'a en la Edad Media.

### Guerra civil siria

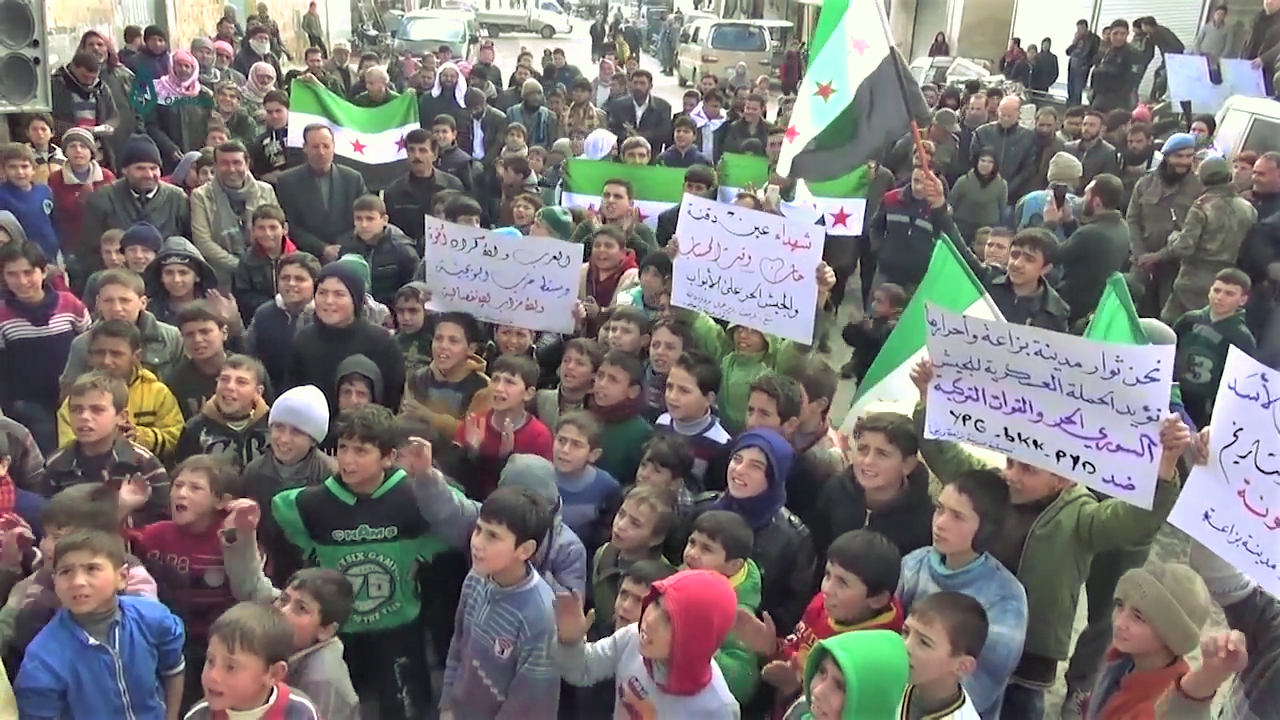
Manifestación en Bizaah en apoyo de la participación turca en la Guerra Civil Siria.

Durante la Guerra Civil Siria en el verano de 2013, el Estado Islámico tenía presencia en la ciudad y, a mediados de noviembre de 2013, tenía el control total de la ciudad. El 23 de febrero de 2017, el Ejército Libre Sirio respaldado por Turquía y otros rebeldes afiliados capturaron la ciudad.

## Gente notable
- Sayf Balud[6]